# Ryszard Ziemba
Ryszard Ziemba (ur. 25 marca 1933 w Magierowie, zm. 3 stycznia 2014 w Rzeszowie) – artysta sztuki książki, autor nowoczesnej oprawy artystycznej, mistrz introligatorski, bibliofil, kolekcjoner, znawca historii sztuki książki, prelegent, filozof-humanista, miłośnik przyrody i obrońca praw zwierząt. Stworzył kolekcję opraw artystycznych obejmującą współczesną oprawę książkową i eksponaty obrazujące rozwój formy książki na przestrzeni 6000 lat we wszystkich cywilizacjach oraz historię opraw książkowych. Odtworzył również narzędzia piśmienne wszystkich epok. Syn Katarzyny z d. Hymon i Jana Ziemby.

## Życiorys

### Wczesne lata
Pasja i miłość Ryszarda Ziemby do książek rozpoczęła się we wczesnym dzieciństwie. Już jako małe dziecko okazywał im wielkie zainteresowanie i szacunek. Nieustannie je przeglądał, udawał, że czyta, zanim jeszcze posiadł tę umiejętność, a ulubione bajki gromadził w swoim kuferku. Kiedy rodzina musiała w dramatycznych okolicznościach uciekać z Magierowa przed ukraińskimi nacjonalistami w 1944 roku, tenże kuferek był na jego usilne prośby jedną z niewielu rzeczy ocalonych z całego rodzinnego dobytku. Jego zawartość stała się po latach częścią projektu o nazwie Biblioteczka pod Hubą. Po ucieczce rodzina osiedliła się w Sędziszowie Małopolskim. Tam Ryszard Ziemba w 6 klasie szkoły powszechnej na lekcji robót ręcznych po raz pierwszy zetknął się ze sztuką oprawiania książek. Pod okiem nauczyciela stworzył swoją pierwszą oprawę co dało początek jego artystycznej pasji, która w opiniach ekspertów przerodziła się w wysokiej klasy mistrzostwo.

### Edukacja
Ryszard Ziemba ukończył 3 klasy Państwowego Liceum Sztuk Plastycznych w Sędziszowie, maturę zdał w liceum ogólnokształcącym w Rzeszowie. Ukończył również Pierwszy Kurs Wszechnicy Radiowej (1951/52). Studia odbył na Wydziale Humanistycznym Wyższej Szkoły Pedagogicznej w Rzeszowie (dyplom magistra filologii polskiej ) dokąd przeprowadził się na stałe w 1962 roku. Posiadał również dyplom mistrzowski w zakresie oprawy i konserwacji książki oraz zezwolenie konserwatora zabytków na wykonywanie prac konserwatorskich papieru i pergaminu. Powszechnie w publikacjach na jego temat podkreśla się, że fenomenem w całej historii jego twórczości jest fakt, iż był on przede wszystkim samoukiem, który do osiągniętych rezultatów doszedł dzięki "niezwykłym zdolnościom, wytrwałości i benedyktyńskiej pracy."

Oprawa Ryszarda Ziemby. Czesław Miłosz, Dolina Issy, WL, Kraków 1981. Skóra cielęca, tłoczenia złotem, folią i na ślepo. Wyklejki i brzegi kart malowane.

### Formalne zatrudnienie
Artystyczna działalność Ryszarda Ziemby, której efektem było powstanie nieformalnego „muzeum książki”, zgodnie z wolą autora nie miała charakteru zarobkowego. Nie prowadził komercyjnej pracowni introligatorskiej, z reguły nie przyjmował zleceń na oprawy artystyczne. Każda oprawa z jego kolekcji powstawała tylko w jednym egzemplarzu i stanowiąc jej nierozerwalną część nie była przeznaczona na sprzedaż. Oprawy R. Ziemby poza tą kolekcją są wyjątkami. Są to m.in. prace ofiarowane na aukcje charytatywne, przekazane w darze ( m.in. Bibliotece Jagiellońskiej : 13 grafik wyklejkowych, Ossolineum: oprawa książki J. Długosza i J. Trzynadlowskiego "Rękopiśmienne dedykacje autorskie w księgozbiorze Ossolineum”, miastu Rzeszów: Księga Pamiątkowa Miasta Rzeszowa), czy rzadko wykonywane na specjalne zamówienie ( m.in. oprawy książek Waldemara Babinicza w ekspozycji stałej w Domu Waldemara Babinicza w Nałęczowie, oprawa m.in. „Pana Tadeusza” i książki Franciszka Kotuli „Tamten Rzeszów” dla papieża Jana Pawła II czy oprawy poezji Marii Konopnickiej dla Muzeum jej imienia w Żarnowcu). Źródłem utrzymania rodziny i finansowania artystycznej pasji były zajęcia podejmowane w różnorakich instytucjach. Ryszard Ziemba był m.in. kreślarzem w Wojewódzkim Przedsiębiorstwie Geodezyjno-Kartograficznym w Rzeszowie (1956-1966), konserwatorem księgozbioru w Muzeum-Zamku w Łańcucie (1966-1970), kierownikiem biura w LOP (1970-1972), starszym mistrzem na oddziale Reprintów i Miniatur w Rzeszowskich Zakładach Graficznych ( 1987-1988), starszym asystentem w Instytucie Filologii Polskiej w rzeszowskiej WSP (1972-1975, 1980-1998) i wykładowcą na Politechnice Rzeszowskiej (1975-1977). W uczelniach prowadził wykłady z zakresu historii książki na tle dziejów kultury, wybranych zagadnień z teorii kultury, morfologii książki oraz technologii materiałów poligraficznych. Był również konserwatorem zbiorów specjalnych Biblioteki Głównej WSP w Rzeszowie i Biblioteki Uniwersytetu Warszawskiego.
Ryszard Ziemba był Honorowym Członkiem rzeszowskiego oddziału Związku Literatów Polskich, współzałożycielem i w latach 1975-1979 prezesem rzeszowskiego oddziału Towarzystwa Przyjaciół Książki. W 2002 roku Rzeszowskie Towarzystwo Pomocy im. Św. Brata Alberta przyznało mu „godność Honorowego Członka Towarzystwa w podziękowaniu za pracę na rzecz ubogich, bezdomnych i potrzebujących wsparcia”. Przez całe życie angażował się w działalność na rzecz przyrody i zwierząt. W 1979 roku otrzymał od Prezydium Zarządu Towarzystwa Opieki nad Zwierzętami Dyplom Uznania za „długoletnią działalność w Towarzystwie i bezinteresowną pomoc w sensie niesienia ratunku wszystkim zwierzętom i ptactwu”, a w 1991 roku Srebrną Odznakę Honorową – Ligi Ochrony Przyrody Stowarzyszenia Wyższej Użyteczności Publicznej za „zasługi w realizacji zadań statutowych Stowarzyszenia”.

## Twórczość

Grafika wyklejkowa. Autor: Ryszard Ziemba

W historii opraw książkowych Ryszard Ziemba jest jednym z niewielu introligatorów, którzy są wyłącznymi autorami pełnego wystroju książki – począwszy od projektu oprawy po wykonanie każdego jej elementu. W komentarzach dotyczących jego prac podkreśla się szczególnie trzy cechy: "oprawa w jego wykonaniu jest „niezależną wypowiedzią artystyczną, nośnikiem emocji, niepowtarzalną artystyczną konstrukcją będącą swoistym komentarzem i recenzją otaczającej rzeczywistości"”, uczynił z introligatorstwa „sztukę żywą mającą swe nowoczesne formy, nie kopiującą starych wzorów" i „Nowoczesny projekt plastyczny wykonuje z niespotykaną we współczesnym rzemiośle wirtuozerią". Operował wieloma, często rzadkimi i trudnymi technikami, również takimi, które sam wymyślił i po raz pierwszy w historii introligatorstwa artystycznego zastosował (np. oprawy wypalane i oprawy z wypukłym ornamentem).

Oprawa Ryszarda Ziemby. J. Jarzębski. Gra w Gombrowicza. Oprawa w różne rodzaje skór, tłoczenia złotem ,czarną farbą i na ślepo. Wyklejki malowane farbą na wodzie, brzegi kart dwubarwne, puncowane złotem. Sznur parciany. Kapitałki ręcznie haftowane.

W jego pracach obecne są m.in. ręczne tłoczenie złotem, foliami i ślepe, mozaika, sklejanie skór „na styk”, naklejanie skór, technika nacinania, wypalania, rycia, ”rzeźbienia” w skórze (m.in. wypukły ornament), technika emalii komórkowej - cloisonné, niello i drzeworytu, haft reliefowy, rzeźbienie w drewnie i kości słoniowej, malowanie, intarsja, srebrzenie, złocenie, metaloplastyka, grawerowanie, trybowanie. Wszystkie oprawy są wykonane całkowicie ręcznie, mają barwione i malowane wg własnego projektu i nierzadko techniką stworzoną przez Ziembę wyklejki, wyszywaną jedwabiem kapitałkę, często złoconą dublurę i barwione brzegi kart. Wiele z nich chroni luksusowa kaseta. Ryszard Ziemba często sam wykonywał narzędzia introligatorskie, nierzadko projektując je indywidualnie do poszczególnych prac. Skomplikowane technicznie oprawy powstawały przy użyciu własnoręcznie wykonanej prasy i krosien do zszywania arkuszy, różnego rodzaju tłoków, filetów i radeł sporządzonych np. z blachy kółek od zegarów, gwoździ i tym podobnych materiałów. Dotyczy to również czcionek, które wykuwał według własnego projektu w płytkach metalowych.

Oprawa Ryszarda Ziemby. Czesław Miłosz, Unattainable Earth. New York 1986. Skóra kozłowa marszczona z wtopionymi przedmiotami, kajdanki złocone

W swoich pracach wykorzystywał m.in. 24 karatowe złoto, różne gatunki skór, pergaminów, płócien, tkanin, papieru, roślin, drewna i metali, heban, kość słoniową, jedwab, korale, kamienie szlachetne, korę drzew, mech i liście różnych roślin.
W charakterystyce R. Ziemby podkreśla się rolę, jaką w kształtowaniu jego osobowości twórczej odgrywał kresowy rodowód i fakt konieczności uchodźctwa z terenów wschodnich: Nowakowski Józef. Pan Ryszard. „Nad Wisłokiem”. 2 (63), s. 6-8, 2007 luty. Krosno: Krośnieńska Oficyna Wydawnicza. ISSN 1505-2702. "Nie chodzi tu tylko wyłącznie o syndrom tolerancji, demokratyzmu i rozumienia wartości tkwiących w zróżnicowanych etnicznie środowiskach kresowych.[…] W przypadku Ryszarda Ziemby chodzi o głębszy kompleks, który przekreśla potoczną akceptację i rozumienie nowoczesnej cywilizacji i nowych zagrożeń, jakie niesie nowożytna historia. Ryszard Ziemba jako artysta i myśliciel żyje bowiem ze świadomością wypędzenia i wygnania, utraty „krajobrazu centralnego”, którym jest zawsze krajobraz dzieciństwa. Na ten kompleks nałożyły się doświadczenia wojenne i powojenne. W światopoglądowy horyzont Ryszarda Ziemby wdarło się – zwątpienie: głęboki kryzys tradycyjnej antropologii filozoficznej był konsekwencją jego niezwykle wrażliwej natury. Wbrew rozmaitym pozorom to nie książka, lecz człowiek jest dla Ryszarda Ziemby – centralnym przedmiotem oglądu i oceny."

### Współczesna oprawa artystyczna
„Współczesna oprawa w mojej hierarchii artystycznej zajmuje najważniejsze miejsce. Wyrasta ona zawsze z bieżących zainteresowań intelektualnych i estetycznych. Można wiec powiedzieć, że jest taką dziedziną doświadczeń, która nie ma końca. Cały zasób mojej wiedzy i umiejętności jest poddawany ciągłej próbie, by sprostać zróżnicowaniu i złożoności myślowej dzieł, które spotykam na drodze swojego życia. „

Oprawa Ryszarda Ziemby. Czesław Miłosz, Dolina Issy. Tekst książki przepisał ręcznie Władysław Pacek. Skóra cielęca biała, mozaika z kolorowych skór, tłoczenia złotem i na ślepo. Wyklejki i brzegi kart malowane.

Wyrażana przez Ryszarda Ziembę filozofia artystycznej oprawy książki zawiera się w opisanej przez Jarosława Iwaszkiewicza w powieści „Księżyc wschodzi” triadzie pojęciowej: „poznać, zrozumieć, wyrazić”. R. Ziemba uważał, że dopiero czytelnik jest zasadniczym kreatorem świata książki.

..” (…) Nie jest rzeczą przypadku, że opowiadając się przeciwko standaryzacji i uniformizacji tworzę oprawy zindywidualizowane; są one czymś w rodzaju „twórczej zdrady” tekstu, który zgłębiam indywidualnie, a potem swoim refleksjom nadaję introligatorską postać artystyczną. Nie kieruję się celami komercyjnymi, lecz tworząc oprawę, a w istocie interpretując dzieło, określam swoje myśli względem przeczytanej książki.”

Ryszard Ziemba wzbogacił tradycyjne introligatorstwo o refleksję humanistyczną, a osią graficznej koncepcji jego opraw jest jego indywidualna, nierzadko polemiczna w stosunku do wymowy tekstu interpretacja.
„ (…) Fascynacja książką była dla Niego zarówno azylem, jak i odkrywaniem mądrości. Wielką potrzebą diagnozowania świata, poszukiwania ocalenia i ratunku. Paradoksem życia i działalności Ryszarda Ziemby jest w tej dziedzinie sprzeczność pomiędzy niezwykłą wiarą w człowieka i jego „koroną” – książką a mrocznym pesymizmem, który wyznaje, i który sprowadza się do znanej formuły Eduarda von Hartmanna: „Istnienie jest złem”.

Witold Gombrowicz, Iwona Księżniczka Burgunda, Ślub, Operetka, Historia. Oprawa Ryszarda Ziemby

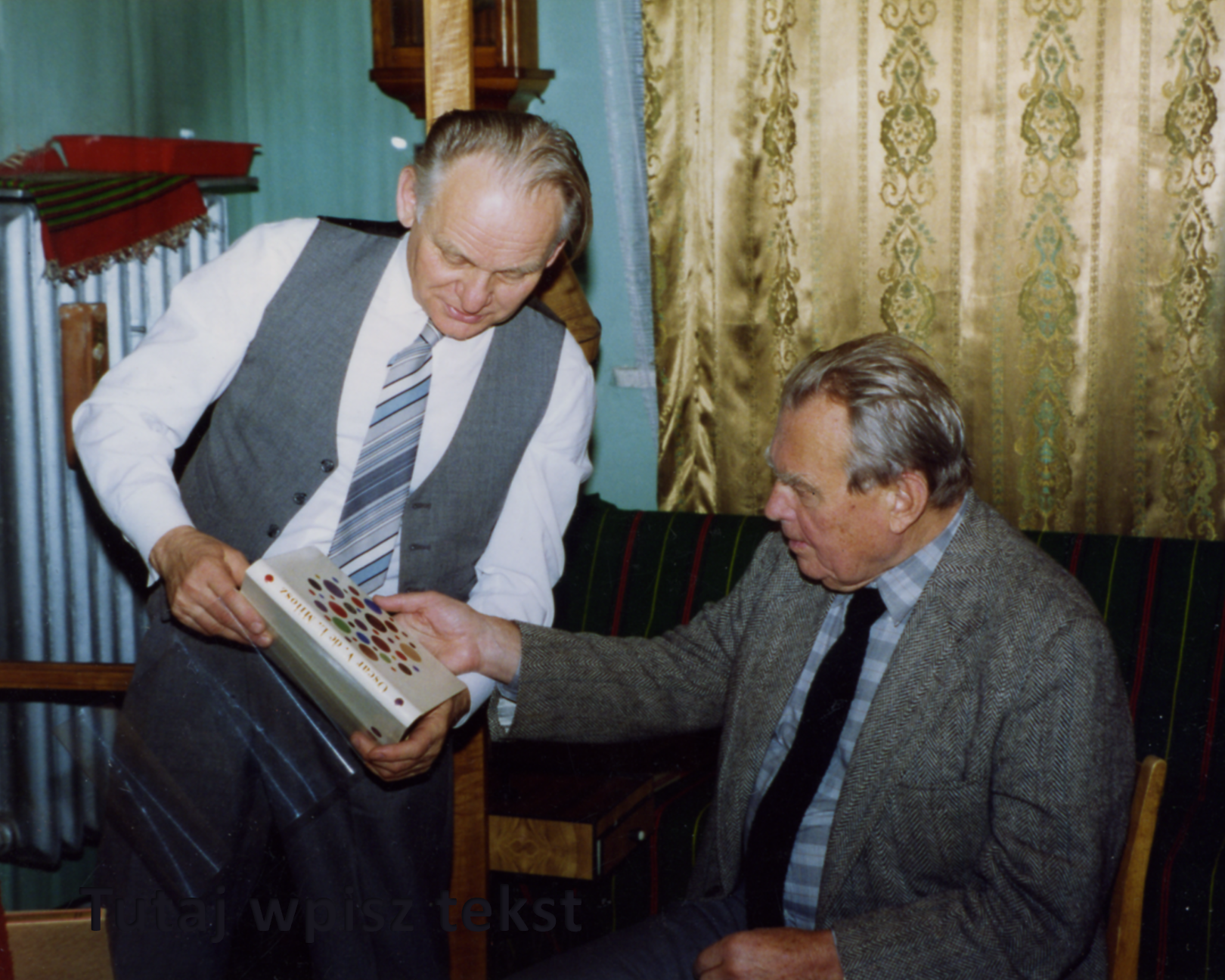
R. Ziemba z Czesławem Miłoszem

W cyklu opraw współczesnych R. Ziemby szczególne miejsce zajmują utwory Czesława Miłosza i Witolda Gombrowicza. Jak twierdzą interpretatorzy twórczości Ziemby, obaj ci autorzy będący  pisarzami-myślicielami z „pokolenia wypędzonych z najbliższej ojczyzny” byli przez niego postrzegani jako ”sumienie współczesnego świata”. Odnalazł w ich twórczości wspólnotę wyznawanych przez siebie wartości, szeroko pojęty humanizm, fascynację przyrodą oraz pogłębioną refleksję nad problematyką sensu ludzkiej egzystencji. To było determinantą jego wyborów zarówno czytelniczych jak i artystycznych, czemu dawał wyraz w graficznych koncepcjach swoich opraw oraz w wyborze książek, które oprawiał.

Oprawa Ryszarda Ziemby. Czesław Miłosz, Unattainable Earth. New York 1986. Skóra kozłowa marszczona, tłoczenia złotem, przedmioty autentyczne, wyklejki

R. Ziemba oprawił ponad 100 dzieł Miłosza oraz opracowań jemu poświęconych. Nierzadko koncepcje jego opraw podejmują swoisty dialog z Miłoszem. Niektóre tytuły w kilku różnych wydaniach otrzymały kilka wersji okładek, jak np. „Nieobjęta ziemia”, której pięciu różnojęzycznym edycjom R. Ziemba nadał różne formy plastyczne: Antoni Adamski. Kształty "nieobjętej ziemi". „Nowiny - Magazyn”. nr 237 (12837), s. s.5, 1990-11-16/18. ISSN 0137-9534.„Tak pojawił się po raz pierwszy w tych oprawach element kolażu, nawiązujący do treści jak aluzja, symbol, skojarzenie. Nigdy jako ilustracja „tego, co artysta chciał powiedzieć„. „Unattainable Earth” nowojorskie wydanie w tłumaczeniu Roberta Hassa i autora […] ma denerwującą lakierowaną okładkę z sielskim pejzażem w pocztówkowym stylu. Taką, która jest zaprzeczeniem ziemi widzianej przez Miłosza. Również Ziemba zrobił wszystko, by tej oprawie plastycznej przeciwstawić własną. Na skórze pojawiają się naklejone: kiczowata róża, mechanizm zegarka, czerwona gwiazda, swastyka, pióro ptaka, pieniążek, rewolwerowa kula, krzyż i gwiazda Dawida oraz kawałek gazety. [...] Przedmioty te symbolizują złudzenia naszego wieku: sztukę, propagandę, technikę, ideologię, potęgę militarną, bogactwo. W innej oprawie tej samej angielskiej edycji Ziemba dodaje następne metafory zniewolenia, a książkę zamyka pozłacanymi kajdankami, które czynią z człowieka niewolnika.” Jak piszą komentatorzy, to właśnie w oprawach dzieł Miłosza : Józef Nowakowski: Pan Ryszard w: Album- Ryszard Ziemba. Pasje mojego życia.. Rzeszów: MITEL, 2013, s. 147. ISBN 978-83-7667-130-7.„ Granice zwykłego introligatorstwa zostały […] przekroczone nie tylko w wymiarze zastosowanych technik artystycznych, lecz w wymiarze sztuki, która wpisuje się w ogólnopolski dyskurs kulturowy dotyczący elementarnych wartości określających sens życia ludzkiego”.

### Oprawy historyczne

Tora .Oprawa Ryszarda Ziemby. U góry fronton wypełniony płaskorzeźbą polichromowaną - korona Tory (Keter Tora), dziesięć przykazań Mojżesza i dwa lwy- symbol plemienia Judy. Lambrekin (kaporet) znajduje się pod frontonem. Wykonany z tkaniny pokrytej aplikacjami i haftem złotymi nićmi. Trzy ryby na środku lambrekinu to symbol liturgii hebrajskiej. Zasłona do Tory (Parochet) wykonana z tkaniny zdobionej złotymi frędzlami, haftem reliefowym złotymi nićmi (bajorkami). Haft przedstawia koronę Tory pod którą znajduje się napis w języku hebrajskim - "Świętej pamięci Mendel Kirnfeld i Etta Rachel będą żyć"

Oprawa Ryszarda Ziemby. Oprawa kopertowa na wzór opraw perskich z XIV - V w. Hafiz - Gazele wybrane. Warszawa 1957. Skóra cielęca tłoczona złotem. Ornamenty koronkowe wycięte ze skóry szarfowanej do grubości papieru i naklejone na czerwony jedwab. Brzegi kart złocone złotem listkowym i malowane. Wyklejki barwione i malowane farbą niebieską i złotą. Kapitałka haftowana jedwabiem.

Ryszard Ziemba stworzył cykl opraw ilustrujących historię form książki na przestrzeni 6 tysięcy lat oraz historię opraw artystycznych począwszy od czasów upowszechnienia się książki w formie kodeksu (IV w. n.e.). Książki te wykonał na podstawie własnych wieloletnich studiów tematu i pracy nad opanowaniem historycznych technik opraw. R. Ziemba sam wytwarzał złoty atrament, a także inne inkausty, barwił purpurą pergamin, opanował sztukę inkrustacji, technikę pisma uncjalnego i zasady kaligrafii w piśmie chińskim, arabskim, jidysz i innych. Jest to jedyna na świecie kolekcja odtwarzająca wszystkie ogniwa rozwoju książki. Można w niej zobaczyć m.in. jak wyglądały książki, których oryginały zachowały się na świecie w pojedynczych egzemplarzach (np. oprawy nacinane czy średniowieczna oprawa płaszczowa), tylko we fragmentach (np. pierwsza forma książki chińskiej z deseczek bambusowych ), lub w ogóle nie zachowały się do dzisiejszych czasów (książka wykonywana wyłącznie dla cezarów rzymskich odtworzona przez Ziembę na podstawie opisów zawartych w „Epigramatach „ Marcjalisa.). Są w tej kolekcji m.in. książki z gliny, papirusowe i pergaminowe zwoje egipskie, książki chińskie, greckie, rzymskie, książka indyjska, książki Azteków, Bataków, Kannarów, średniowieczna oprawa przenośna, książka ksylograficzna, oprawa płaszczowa, sakwowa, łańcuchowa, relikwiarzowa, żałobna, mnisza, haftowana, klejnotowa, okrywkowa, nacinana, oprawy w malowane deski, oprawy kopertowe wykonane techniką perską, oprawy w technice koptyjskiej, niello i emalii komórkowej. Eksponaty są wykonane z oryginalnych materiałów, ręcznie, tymi samymi technikami, którymi książki i oprawy tworzono przed wiekami lub tysiącami lat. W publikacjach na temat tych prac podkreśla się, że książki te nie są jednak po prostu kopiami gdzieś zachowanych historycznych obiektów: Andrzej Bernat. Ryszard Ziemba. „Nowe Książki”. nr 8 (748), s. tekst na tylnej okładce, 1981-04-30. Warszawa: Wydawnictwo Współczesne RSW "Prasa-Książka-Ruch". „ […] Ale Ryszard Ziemba nie jest kopistą. Dysponując umiejętnościami z wielu dziedzin artystycznych […] tworzy prace o walorach oryginalności i niepowtarzalności, tak jakby żył w starożytnej Grecji, czy też w średniowieczu, według zasad i w duchu danej epoki.” Sam Ryszard Ziemba tak wypowiadał się na temat tej części swojej kolekcji: Wiesław Zieliński. Drugie szczęście Ryszarda Ziemby. „Nonparel. Jednodniówka Rzeszowskich Zakładów Graficznych”, s. 6,7, 1976 maj. Rzeszów."Nie łączę żadnych ambicji twórczych z chęcią przedstawienia historii formy książki […] W wielu przypadkach muszę iść na kompromis. Nie odtwarzam jednak tego, co już ktoś przede mną uczynił. Nigdy bowiem człowiek nie zrobi na przykład oprawy klejnotowej tak doskonale, jak istnieje ona w oryginale. Gdyby ktoś jedynie powielił pracę introligatorską, zrobiłby głupotę. Ja czynię swoje dzieła jedynie z zachowaniem wszelkich oryginałów technicznych, ale kształt artystyczny nadaję według własnej kompozycji."

### Oprawy ksiąg liturgicznych

Tora. Oprawa Ryszarda Ziemby. Zwój Tory - oryginalny fragment Tory pisany na pergaminie, nawinięty na dwa drewniane drążki (ejc chaim) z ogranicznikami zdobionymi kulkami z kości słoniowej. Zwój zawijany jest w chustę uszytą z brokatu z naszytymi gwiazdami Dawida ze złoconych taśm. Wskaźnik (Jad) służący do wskazywania tekstu podczas czytania Tory. Wykonany z miedzi grawerowanej i posrebrzanej amalgamatem srebra. Końcówka wskaźnika w kształcie reki królewskiej wyrzeźbiona z kości słoniowej.

W części kolekcji zawierającej historyczne formy książek znajdują się też oprawy starych ksiąg liturgicznych największych religii monoteistycznych. Przed oprawą autor poddał je zabiegom konserwatorskim. Są to m.in. biblie Starego i Nowego Testamentu, mszały, staroruskie modlitewniki, Koran oraz Pięcioksiąg Mojżesza czyli hebrajska Tora odtworzona wraz ze wszystkimi rekwizytami służącymi do jej ekspozycji.

### Przyrządy piśmienne wszystkich czasów
Historyczne formy książki różnych kultur uzupełnia kolekcja przedstawiająca w sposób chronologiczny narzędzia pisarskie używane do zapisu tekstów na przestrzeni kilku tysięcy lat do czasów współczesnych. Część kolekcji to oryginalne eksponaty. Całość jest eksponowana w 16 opisanych gablotach.

### Prace z cyklu "Ciekawostki introligatorskie"
W spektrum opraw Ryszarda Ziemby są również prace o lżejszym charakterze, jak np. książka-żart, czyli oprawa „Polskiego Słownika Pijackiego i Antologii Bachicznej” Juliana Tuwima, „Klechdy polskie” Bolesława Leśmiana - księga oprawiona w płótno lniane i zakonserwowany żywicą mech leśny z okładkami połączonymi klamrą z korali, która to koncepcja jest realizacją poetyckiej fantazji autora klechd: „księga była w mech zielony oprawna i klamrą koralową spięta „, czy też „Poezje „ Sergiusza Jesienina oprawione w korę brzozową. Do tej kategorii należy też projekt pod nazwą „Biblioteczka pod Hubą” - nostalgiczny powrót autora do baśni i bajek dzieciństwa. oraz kolekcja książek miniaturowych, których rozmiary rozciągają się od największej – oprawy miniaturowego Koranu o wymiarach 2x3 cm po oprawione w skórę i częściowo zapisane najmniejsze na świecie książeczki wykonane ręcznie (0,5 x 0,5 mm ).

### Galanteria introligatorska
Tak zwana galanteria introligatorska obejmuje grupę przedmiotów użytkowych. Są to luksusowe kasety, księgi pamiątkowe, pulpity dekoracyjne i futerały.

### Prace z cyklu "Apoteozy"
„Apoteozami” nazwał symbolicznie Ryszard Ziemba swój ostatni projekt artystyczny. Sam tak pisał o nim w albumie własnych prac :

„ Są to kompozycje płynące wprost z wnętrza mojej osobowości. Pragnąłem ocalić od zapomnienia szczególnie dla mnie ważne i w mojej interpretacji ponadczasowe myśli poetów, pisarzy i filozofów. Przyświecała mi prosta intencja : podnieść na piedestał myśl uszlachetniającą świat w obliczu jego absurdalności i degrengolady z płonną jednak nadzieją, że coś w mechanizmach współczesnego świata może się zmienić. Istnieje jednak potrzeba człowiecza dać wyraz wartościom i myślom, które stanowią nasze potoczne drogowskazy i fascynacje. Stąd płynie mój szacunek dla geniuszy myśli, piękna, dobra i smutnej prawdy o istocie człowieczeństwa oraz okrucieństwie natury. I stąd potrzeba apoteozy.”

Apoteozy to prace eksponujące w różnych formach plastycznych cytaty z wybranych autorów polskiej i światowej literatury. Ich wybór odzwierciedla pesymistyczny ogląd świata i kondycji człowieka prezentowany przez Ryszarda Ziembę. .” Oni przedstawiają całą prawdę o życiu, chociaż ta prawda - mówiąc delikatnie - dla wielu jest niewygodna, sprzeczna z wartościami chrześcijańskimi, sprzeczna z całą kulturą ludzką i dlatego tak bardzo bolesna „ mówił autor Apoteoz. W jednej z publikacji jej autor prof. Józef Nowakowski pisze o dwóch pracach z tego cyklu- Apoteozie Jana Kochanowskiego i Wiliama Szekspira:

„ Podobnie jak wielu myślicieli i pisarzy - nie tylko wojennego pokolenia - Ryszard Ziemba nie ma złudzeń co do tego, do czego zdolny jest człowiek. Jako wypędzony z najbliższej ojczyzny i świadomy znawca najnowszej historii wie, że człowieczeństwo i odpowiedzialność moralna umierają śmiercią naturalną. Własne cierpienia […] każą mu myśleć o świecie i człowieku w kategoriach błędu kreacyjnego. Czyta więc stare księgi pod kątem nowoczesnej apokalipsy i u Kochanowskiego znajduje głęboką prawdę w słowach „błąd jest człowiek, błąd nikczemny” (Psalm 39 ), a u Szekspira jeszcze bardziej mroczną formułę: " Życie jest powieścią idioty " (W. Szekspir, Makbet)

Apoteozy w sposób emblematyczny wyrażają aksjologię i światopogląd Ryszarda Ziemby oraz jego specyficzną, niehomocentryczną koncepcję humanizmu. Był on surowym krytykiem współczesnej cywilizacji z jej bezwzględnością i nie liczącym się z niczym pędem do uproszczonego i ułatwionego życia, ale w jego humanistycznym horyzoncie schopenhauerowski „ból istnienia” obejmował nie tylko człowieka, lecz również świat zwierząt. Optykę widzenia świata tylko przez pryzmat spraw ludzkich uważał za niedopuszczalną redukcję filozoficzną. Wiele apoteoz odzwierciedla zakwestionowanie przez Ryszarda Ziembę współczesnej cywilizacji w kontekście okrucieństwa wobec zwierząt, które kontestuje aksjomat, iż człowiek jest istotą rozumną i moralną. 
W zbiorze tym znajdują się Apoteozy m.in. Johna Maxwella Coetzeego, Wiliama Szekspira, Jana Kochanowskiego, Arthura Schopenhauera, Josifa Brodskiego, Tarasa Szewczenki, Marii Pawlikowskiej–Jasnorzewskiej, Czesława Miłosza, Witolda Gombrowicza, Jerzego Kosińskiego, Leszka Proroka, Jarosława Marka Rymkiewicza, Władysława Sebyły, Jerzego Panka, Juliana Przybosia, Apoteozy Pisma Świętego, Jana Pawła II, Światowej Deklaracji Praw Zwierząt, Apoteoza sztuki ludowej czy „Huby ze ściętego drzewa w kompleksie parkowym przy Muzeum Zamku w Łańcucie”. Są wśród nich również akcenty prywatne – Apoteoza żony Iwony z d. Pankiewicz czy Apoteoza rodziców oraz rodzinnego Magierowa. Niektóre prace z cyklu Apoteoz mają w sobie dwuznaczny aspekt krytycznej refleksji i są w istocie anty- apoteozami.

### 'Książki z rękopiśmiennymi dedykacjami autorów
To zbiór książek w oprawie Ryszarda Ziemby, ofiarowanych mu przez ich autorów wraz z odręczną dedykacją, którą to tradycję bardzo cenił. Artysta do katalogu wystawy tych prac wybrał cytat z Jana Trzynadlowskiego : „ dedykacja (…) jest znakomitym obrazem nie tylko stosunków między ofiarodawcą a odbiorcą, lecz przede wszystkim obrazem epoki, jej obyczajów i mentalności, wreszcie – poglądu na istotę i przeznaczenie dzieła piśmienniczego.” Janusz Koryl we wstępie do tego katalogu pisze :„ Ryszard Ziemba pochyla się pieczołowicie nad każdą dedykacją, niezależnie od tego, kto jest jej autorem : laureat nagrody Nobla czy początkujący pisarz. „ Wśród autorów dedykacji są m.in. Czesław Miłosz, Zbigniew Domino, Anna Kamieńska, Julian Kawalec, Jerzy Panek, Tadeusz Śliwiak, Franciszek Lipiński, Jerzy Putrament, Halina Birenbaum, Zbigniew Święch, Aleksander Fiut, Artur Sandauer, Tadeusz Ulewicz, Zygmunt Wójcik, Helena Karpińska, Jolanta Jakima-Zerek i wielu innych.

### Działalność edukacyjna

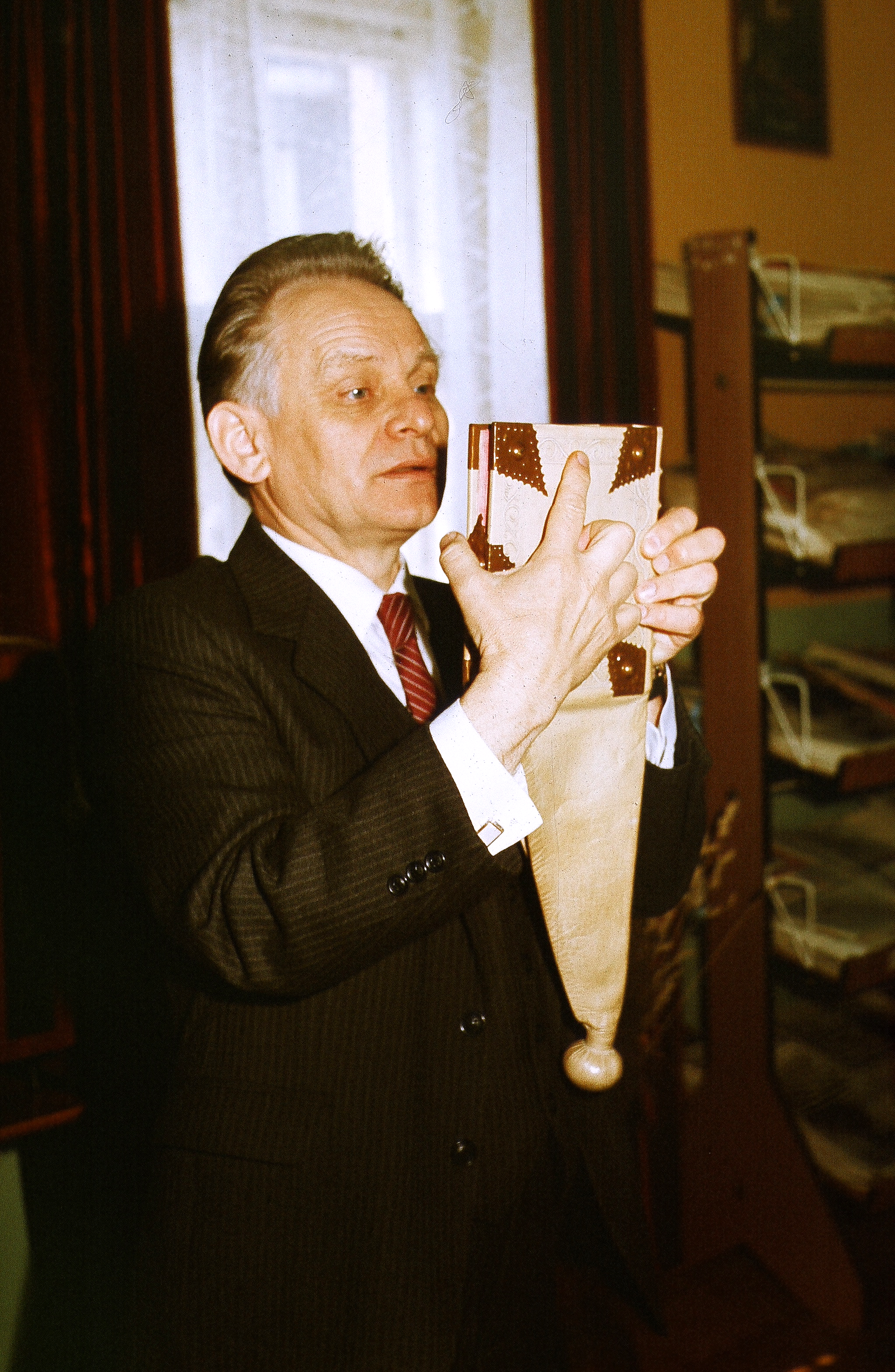
Prelekcja R. Ziemby

Ryszard Ziemba wniósł również jako prelegent duży wkład w popularyzowanie czytelnictwa i rzadkiej wiedzy na temat roli książki w historii kultury . Od początku lat 70. XX wieku do niemal końca pierwszej dekady XXI wieku odbył ok. 2000 spotkań z widzami i słuchaczami swoich prelekcji. Miały one miejsce w całej Polsce – od szkół, bibliotek i klubów w najmniejszych miejscowościach po duże ośrodki naukowe i kulturalne. Był to rodzaj autorskich wykładów na temat historii formy książki i jej artystycznej oprawy ilustrowanych pokazem własnych prac. Poza wiedzą merytoryczną wnosiły one aspekt humanistyczny propagując idee tolerancji i przyczyniając się do niwelowania np. postaw antysemickich poprzez popularyzację dziedzictwa kulturowego Żydów. Organizowane były zarówno przez ośrodki akademickie ( m.in. Uniwersytet Warszawski, Uniwersytet im. A. Mickiewicza w Poznaniu, Uniwersytet Wrocławski ) muzea ( m.in. Muzeum Drukarstwa w Warszawie ), biblioteki (m.in. Ossolineum ), różne oddziały TPK, wydawnictwa ( m.in. PWN), różnego rodzaju Kluby i Towarzystwa ( m.in. Klub Inteligencji Katolickiej - Poznań, Klub Adwokatów- Kraków, Klub Księgarza- Warszawa, Towarzystwo Przyjaźni Polsko-Indyjskiej - Warszawa, Towarzystwo Społeczno-Kulturalne Żydów w Polsce, kluby MPiK), seminaria duchowne, jednostki wojskowe, Izby Rzemieślnicze, Związek Literatów Polskich, Stowarzyszenie Księgarzy Polskich,, Spółdzielnie Introligatorskie, Domy Kultury, itp., jak i wszelkiego typu szkoły. Prelekcje Ziemby uzupełniały też różnego rodzaju sympozja, plena, konferencje i kursy. Za tę działalność otrzymał on w 2005 r. Medal Komisji Edukacji Narodowej.

### Prace Ryszarda Ziemby w oczach innych
Dr Jan Kuglin – Wrocław: (...) zapoznanie się z pracami p. Ziemby pozwala mi stwierdzić, że p.Ziemba jest w dziedzinie introligatorskiej fenomenem nie tylko w warunkach polskich, lecz i światowych (…) Barwność, precyzja cięcia, dokładność łączenia elementów inkrustacji, a szczególnie koncepcja jego współczesnego rysunku stanowią, że oprawy Ziemby są najwyższej jakości unikatami w dziedzinie współczesnej sztuki introligatorskiej.(…) tworzy rzeczy piękne, dotychczas w introligatorstwie polskim niespotykane.
Dr hab. Antoni Maśliński, profesor historii sztuki KUL :Wystawa zdradza imponujący talent artysty. Jego wyobraźnia ożywiona wszechstronnością podniet z różnych epok historycznych i różnych kultur zdumiewa też opanowaniem różnych pracowitych technik. Wiedza historyka sztuki łączy się tu z talentem plastycznym i rzadką dziś cnotą rzetelnej umiejętności.
Prof. Marian Tyrowicz, Kraków: Oby więcej takich artystów, a jeszcze więcej odbiorców, bez których ta cudowna sztuka może zawisnąć w pustce. Introligatorstwo Ryszarda Ziemby łączy w sobie subtelny smak artystyczny z nowatorską ambicją wyzyskania surowca introligatorskiego w sposób niepowszedni i urzekający swym pięknem.
Leon Getz, artysta malarz, profesor ASP w Krakowie : Wystawa Ryszarda Ziemby jest zjawiskiem tak rzadkim w dzisiejszych czasach, zadziwia kompozycją, barwą i doborem materiałów, fantazją i wszechstronną wiedzą z dziedziny oprawy książki.
Prof. Wiktor Zin : Wystawa, którą zwiedziłem jest dla mnie zaskoczeniem – nie sądziłem, że jeszcze dziś – współcześnie żyją i działają tacy artyści, ludzie obdarzeni aż takim talentem, aż takim wyczuciem i aż takimi zdolnościami manualnymi.
Prof.Witold Chomicz, Akademia Sztuk Pięknych, Katedra Grafiki Książki, Kraków: Uważam, że praca artystyczna i trud, z jakim podejmuje swoje prace p. Ryszard Ziemba jest jedną z cegiełek budujących kulturę Polski.
Dr Irena Bar, Kustosz Biblioteki Jagiellońskiej: Wystawa pełna artyzmu, inwencji i zespolenia zewnętrznej dekoracji z treścią dzieła. Pełne uznanie dla walorów artystycznych i wykonania warsztatowego piękna bibliofilskiego książki.
Hanna Mortkowicz-Olczakowa : Urzekająca sztuka i inwencja artystyczna twórcy jest tym cenniejsza iż stanowi w zupełnie oryginalny sposób kontynuację kultury introligatorskiej tak niegdyś w Polsce świetnie reprezentowanej, a równocześnie swą nowoczesnością i godnym naśladownictwa umiarem stwarza nową kartę w pięknej tradycji kultury książki i jej oprawy.  
wpis do księgi pamiątkowej, podpis nieczytelny: Fenomen sztuki; renesansowy artysta zagubiony w barbarzyństwie II połowy XX w.

### Nagrody i wyróżnienia za działalność artystyczną i kulturalno-oświatową
- prezentacja dorobku w NRD w ramach wymiany kulturalnej -Ministerstwo Kultury i Sztuki, Zarząd Muzeów i Ochrony Zabytków, 1970 -11-09
- Dyplom Honorowy„ za osiągnięcia w upowszechnianiu kultury”- Minister Kultury i Sztuki, 1981-05-24
- Dyplom z okazji Dnia Działacza Kultury „ za twórczą aktywność w życiu kulturalnym miasta” – Prezydent Miasta Rzeszowa, 1984-05-24
- Pamiątkowa obrączka „za ofiarność na rzecz Funduszu Daru Narodowego”, 1990-09-12
- Nagroda Wojewody „ za mistrzowską pracę w zakresie historii książki i jej artystycznej oprawy”- Wojewoda Rzeszowski, 1991-05-24
- Stypendium artystyczne – Fundacja Kultury Polskiej, Instytut Kultury Polskiej, 1992
- Nagroda Miasta Rzeszowa w dziedzinie kultury i sztuki za rok 1994 „ za wybitne osiągnięcia w sztuce introligatorskiej”, Prezydent Miasta Rzeszowa,1995-01-251-09
- Medal Franciszka Kotuli „ w uznaniu zasług i wybitnego dorobku w dziedzinie kultury i sztuki” – Kapituła Medalu im. Franciszka Kotuli,1995-03-22
- Złote Pióro’96, Honorowa Nagroda Literacka „ za artystyczną działalność w dziedzinie oprawy książki na światowym poziomie”- Oddział Związku Literatów Polskich w Rzeszowie, 1996
- Dyplom Uznania- 1967-2002 Ryszard Ziemba Członek Honorowy rzeszowskiego oddziału Związku Literatów Polskich „ z podkreśleniem zasług dla rozwoju Literatury Pięknej oraz z podziękowaniami za bezinteresowną życzliwość i udzielanie wszechstronnej pomocy” - ZLP Rzeszów, 2002-09-22
- Medal Komisji Edukacji Narodowej "za szczególne zasługi dla oświaty i wychowania”- Ministerstwo Edukacji Narodowej i Sportu, 2005- 05-02
- Nagroda Zarządu Województwa Podkarpackiego „za całokształt działalności w dziedzinie twórczości artystycznej, upowszechnienia i ochrony kultury”, 2006-06-28
- Tytuł „Zasłużony dla Miasta Rzeszowa”- Prezydent Miasta Rzeszowa, 2013

### Wystawy indywidualne
- 1964: Artystyczna oprawa książki w wykonaniu Ryszarda Ziemby, Muzeum Okręgowe, Rzeszów
- 1966: Wystawa opraw książkowych Ryszarda Ziemby, Muzeum Narodowe, Kraków
- 1967: Oprawy książkowe Ryszarda Ziemby, Muzeum-Zamek, Łańcut
- 1969: Wystawa artystycznych opraw książek wykonanych przez Ryszarda Ziembę, Muzeum im. Józefa Czechowicza, Lublin
- 1969: Ausstellung von handgearbeiteten Kunstbucheinbänden aus VR Polen, Grafischer Grossbetrieb Sachsendruck Plauen, Plauen (wystawie towarzyszył publiczny pokaz pracy autora przy ręcznej oprawie artystycznej)
- 1969: Umelecka úprawa polskej knihy, Wydział Kultury i Biblioteka Wojewódzka, Koszyce
- 1970: Książka w artystycznej oprawie i jej formy w historycznym rozwoju w wykonaniu Ryszarda Ziemby, Muzeum Okręgowe, Rzeszów
- 1971: Książka w artystycznej oprawie i jej formy w historycznym rozwoju, Muzeum Historyczne m. Krakowa, Kraków
- 1972: Oprawa książek Ryszarda Ziemby, Dom Kultury w Gaci, Zjednoczone Stronnictwo Ludowe – Komitet Wojewódzki, Gać (pow. Przeworsk)
- 1974: Ryszard Ziemba - Wystawa narzędzi pisarskich od czasów najdawniejszych do chwili obecnej, Miejska Biblioteka Publiczna im. E. Raczyńskiego, Poznań
- 1975: Książka Waldemara Babinicza w oprawie Ryszarda Ziemby, Miejski Dom Kultury, Dom Waldemara Babinicza, Komitet Organizacyjny „Dni Nałęczowa” Nałęczów
- 1977: Ryszard Ziemba- artystyczna oprawa książki, Dom Sztuki, Biuro Wystaw Artystycznych, Rzeszów
- 1979: Historia przyrządów pisarskich i papierów ręcznie barwionych i malowanych w wykonaniu Ryszarda Ziemby, Muzeum Okręgowe, Rzeszów
- 1980: Ryszard Ziemba- artystyczna oprawa książki, Muzeum Okręgowe, Koszalin (projekt przerwał stan wojenny)
- 1881: Wystawa książek w oprawach artystycznych Ryszarda Ziemby, Biblioteka Publiczna i Dom Kultury, Boguchwała
- 1987: Austellung des Kunsthandwerklichen Einbindens der Bücher „Handeinband- Werkkunst”, Aula der Karl-Marx-Universität, Lipsk
- 1989: Książki Czesława Miłosza w oprawach Ryszarda Ziemby, Akademickie Biuro Kultury i Sztuki ZSP „Alma-Art”, Studencki Klub „Pod Palmą”, Rzeszów
- 1995: Książki Czesława Miłosza w oprawach artystycznych Ryszarda Ziemby, Wojewódzka i Miejska Biblioteka Publiczna, Rzeszów
- 1996: Książki z dedykacjami autorskimi dla Ryszarda Ziemby w jego artystycznych oprawach, Wojewódzka i Miejska Biblioteka Publiczna oraz Związek Literatów Polskich, Rzeszów
- 1996: Książki z dedykacjami autorskimi dla Ryszarda Ziemby w jego artystycznych oprawach, wystawa towarzysząca Ogólnopolskiej Konferencji „Biblioteki w służbie regionu” w Boguchwale, Wojewódzka i Miejska Biblioteka Publiczna w Rzeszowie
- 1997: Książki z rękopiśmiennymi dedykacjami autorskimi w oprawach Ryszarda Ziemby,Związek Literatów Polskich i Biuro Wystaw Artystycznych, Rzeszów
- 1999: Książki w artystycznych oprawach Ryszarda Ziemby, wystawa z okazji 50-lecia Biblioteki w Dydni, Gminna Biblioteka Publiczna, Dydnia
- 2013: Wystawa (jednodniowa) zorganizowana z okazji 659-lecia praw miejskich i nadania tytułu Zasłużony dla Miasta Rzeszowa, Muzeum Okręgowe, Rzeszów

### Wystawy zbiorowe
- 1977: Pokaz wyrobów rzemiosła artystycznego, Centralny Związek rzemiosła, Ośrodek Badawczo-Rozwojowy Rzemiosł Artystycznych, Warszawa

### Katalogi wystaw i zaproszenia
- Katalog wystawy: Artystyczna oprawa książki w wykonaniu Ryszarda Ziemby, Muzeum Okręgowe Rzeszów 1964 [oprac. St. Darłakowa, wstęp F. Błoński, fot. A. Hadała, tekst katalogu R. Ziemba], format 20 x14 cm, s.17 + 14 nlb., fot. 15.
- Zaproszenie: Wystawa opraw książkowych Ryszarda Ziemby, Muzeum Narodowe Kraków 1966, druk ozdobny, forma składanki na papierze kredowym, 36 x 10,5 cm, fot. 3.
- Katalog wystawy: Oprawy książkowe Ryszarda Ziemby, Muzeum -Zamek w Łańcucie 1967 [ oprac. Marta Paterak, fot. Zbigniew Lis, tekst katalogu R. Ziemba], format 17 x 12,5cm, s.36, fot. 5.
- Zaproszenie: Wystawa artystycznych opraw książek wykonanych przez Ryszarda Ziembę, Muzeum im. J. Czechowicza Lublin 1969, druk ozdobny, składanka z tekstem wprowadzającym, format 23 x 13,5 cm, fot. 1.
- Zaproszenie: Książka w artystycznej oprawie i jej formy w historycznym rozwoju w wykonaniu Ryszarda Ziemby, Muzeum Okręgowe Rzeszów 1970, [oprac. zespół], druk ozdobny na papierze czerpanym, format 42 x 15 cm .
- Zaproszenie + Biogram: Książka w artystycznej oprawie i jej formy w historycznym rozwoju, Muzeum Historyczne m. Krakowa 1971, [oprac. zespół], druk ozdobny format 15 x 10 cm, s. 4 + 4.
- Katalog wystawy: Książka Waldemara Babinicza w oprawie Ryszarda Ziemby, Miejski Dom Kultury Nałęczów 1975 [tekst Stanisław Witucki, oprac. graf. Hanna Gajewska, fot. Adam Gawlikowski, Jerzy Malicki], format 14 x 14 cm, s.12, fot. 4.
- Katalog wystawy: Ryszard Ziemba- Artystyczna oprawa książki, Dom Sztuki, Biuro Wystaw Artystycznych Rzeszów 1977, [ wstęp: Antoni Adamski, oprac. Michał Mateusz, fot. Jerzy Jawczak], format 16 x 12,5 cm, s. 32, fot. 10.
- Katalog wystawy: Historia przyrządów pisarskich i papierów ręcznie barwionych i malowanych w wykonaniu Ryszarda Ziemby, Muzeum Okręgowe Rzeszów 1979, [ wstęp St. Darłakowa, rys. i projekt Barbara Sierżęga, wklejki i opis eksponatów Ryszard Ziemba], składanka na papierze czerpanym zawiera dwie próbki papierów barwionych, format 40 x 28 cm.
- Katalog wystawy: Ryszard Ziemba- Artystyczna oprawa książki, Muzeum Okręgowe Koszalin 1980, Intropol, Sółdzielnia Pracy Poligrafii i Rzemiosł Artystycznych, [ scenariusz wystawy i tekst katalogu Ryszard Ziemba, wstęp Romualda Lachowicz, oprac.graf. Zbigniew Holeczek, fot. Zdzisław Postępski-Afiap ], format 20 x 15 cm, s. 34 + 11 nlb., fot. 20.
- Katalog wystawy: Książki z dedykacjami autorskimi dla Ryszarda Ziemby w jego artystycznych oprawach,.[wstęp Stanisław Turek] Wojewódzka i Miejska Biblioteka Publiczna w Rzeszowie, Rzeszów 1996, format 21 x 15 cm,s.16.
- Katalog wystawy: Książki z rękopiśmiennymi dedykacjami autorskimi w oprawach Ryszarda Ziemby, [słowo wstępne Janusz Koryl, fot. Aleksander Baranowski], Związek Literatów Polskich z okazji XXX-lecia Oddziału Rzeszowskiego, Rzeszów, październik 1997,format 21 x 15 cm, s. 28, fot. 5 stron.
- Zaproszenie: Uroczystość nadania tytułu Zasłużony dla Miasta Rzeszowa połączona z wystawą opraw, Prezydent Miasta Rzeszowa, 2013, ozdobna składanka, format 15 x 15 cm, fot. 2.

### Programy radiowe, telewizyjne, reportaże, filmy o twórczości R. Ziemby (lista niekompletna )
- 1964: Z. Wawszczak, Kronika Kulturalna, Polskie Radio Rzeszów (emisja 26 maja)
- 1970: Od deski do deski, Kronika Krakowska, TVP II (emisja 1970-05-23)
- 1972: W. Skalska, Wywiad z Ryszardem Ziembą, Polskie Radio Rzeszów (10 min.)
- 1973: A. Hetmańska, Wywiad z Ryszardem Ziembą, Polskie Radio Rzeszów (14 min.)
- 1973: Z. Wójcikiewicz, To już nie hobby, TVP II ( emisja 1973-02-14, 1973-05-04, 1976- 08-25)
- 1975: Zdzisław Wójcikiewicz, To już nie hobby. VII Przegląd Filmów o Sztuce marzec 1975 Zakopane[56]
- 1975: Dziennik Telewizyjny (18.05), fragment prelekcji wygłoszonej w TPK w Rzeszowie
- 1975: W. Brodnicki, opr. muzyczna M. Szapicka, Zbliżenia: Ryszard Ziemba introligator- artysta, Polskie Radio Warszawa. Teksty C. K. Norwida „Sława”, J. Słowackiego „Mnich”, wypisy z ksiąg pamiątkowych czytali T. Sawicka,T. Borowski i H. Machalica (emisja 1975-12-16, 55 min.)
- 1979: Mieczysław Wiesiołek, Z dziejów drukarstwa w Polsce w XV-XVI w., Wytwórnia Filmowa Czołówka 1979. (film oświatowy, w którym wykorzystano eksponaty z cyklu „Historia formy książki” wykonane przez R. Ziembę)
- 1981: Zbigniew Święch, Sensacje z przeszłości: Świat książek Ryszarda Ziemby, TVP I część I: Dzieje formy książki,( emisja 1981-05-12 ); część II: Dawne i nowe oprawy książek, emisja 1981-06-09 ); część III: Narzędzia pisarskie wszystkich czasów,(emisja 1981-07-14) TVP II : część III (emisja 1981-08-11) * 1984: K. Skalska-Sokołowicz, Wywiad z Ryszardem Ziembą, Polskie Radio Rzeszów pr. IV (emisja 1984-08-11, 25 min.))
- 1988: Jerzy Skrobot, Etiuda złotych rąk, Polskie Radio Warszawa (30 min.)
- 1990: Krystyna Turek, Rozmowa z Ryszardem Ziembą o jego pracy i ciekawostkach ze świata książek, Polskie Radio Rzeszów
- 1991: Adam Głaczyński, Rozmowa z Ryszardem Ziembą. PR Rzeszów( emisja 1991-08-02, 10min.)
- 1992: Ewa Niedziałek-Szeliga, Wywiad z R. Ziembą. PR Rzeszów (emisja 7.11.1992, 17 min)
- 1994: Andrzej Potocki, Artysta książki, TVP Rzeszów (emisja 1994-01-13 pt. Z archiwum TP-Postacie, 1994-05-03, 15 min.))
- 1995: A. Rakoczy, Wywiad z okazji przyznania Nagrody Miasta Rzeszowa. Polskie Radio Rzeszów
- 1995: Aleksandra Tycner, Ryszard Ziemba miłośnik książek, Polskie Radio Pr. I ( emisja 1995-04-17)
- 1995: materiał o prelekcji w Biurze Wystaw Artystycznych. TV Rzeszów (emisja 8.06.1995)
- 1997: Janusz Koryl, Ryszard Ziemba, Telewizja Rzeszów, część I: 1997-06-04, część II:1997-06-11
- 1997: Rzeszowska karta historii: W pracowniach artystów, TVP Rzeszów (emisja 1997-10- 02)
- 1998: Małgorzata Róg-Lewicka, Reportaż, Katolickie Radio VIA (emisja lipiec 1998).
- 1998: Jerzy Dynia, Cykl audycji Świat książki Ryszarda Ziemby, TVP Rzeszów część I: 08-04, część II: 15-045, część: III 22-04, część IV: 29-049, część V: 06-05, część VI: 13.05, część VII: 20.05, częśćVIII:27.05
- 2000: Irena Markowicz, W rodzinie, Polskie Radio Rzeszów (emisja 3.03.2000, 45 min)
- 2008: Adam Kulik, Dwa lata w raju, Reportaż.

### Teksty i wzmianki w książkach (w porządku chronologicznym)
- Bibliografia Rzeszowszczyzny, oprac. Paulina Pasławska, Wojewódzka i Miejska Biblioteka Publiczna, Rzeszów 1968, s. 52.
- Encyklopedia wiedzy o książce, praca zbiorowa, Ossolineum, Wrocław 1971, s. 1238,1693.
- Bibliografia bibliografii nauki o książce, rok 1967. Biblioteka Narodowa 1971, s.257
- Tak było, red. Jan Skowronek, KAW Rzeszów 1979 tu: K. Świerczewska, Sztuka i życie.s.126-133
- Wójcik. Z.: Twarzą do życia. MAW, Warszawa 1981, s.7
- Idem: Przesiewanie czasu. Czytelnik 1983, ISBN 83-07-00873-5
- Dunin.C., Dunin. J.: Philobiblon polski. Zakład Narodowy im. Ossolińskich, Wrocław 1983, ISBN/ISSN: 83-04-01076-3, s. 21, 111.
- Birenbaum. H.: Nadzieja umiera ostatnia. wyd. 1, Warszawa 1988, ISBN 83-88526-2
- Muzeum Okręgowe w Rzeszowie 1935-1995, pod red. S. Czopek, Wydawnictwa Muzeum Okręgowego w Rzeszowie, Rzeszów 1995, s. 117, 122. ISBN 83-86634-36-7.
- Bibliotekarz Rzeszowski. Woj. I Miejska Bibl. Publ. W Rzeszowie, 1996, nr3(4), s. 44,57.
- Księga Pamiątkowa XV-lecia działalności Uniwersytetu przy WSP Trzeciego Wieku przy WSP. WSP Rzeszów 1998, s.28, 112.
- Who is who w Polsce. Leksykon biograficzny. Wyd. Hübners, Zug 2003, s. 5016.
- Birek-Rabizo M., [hasło + foto:] Ryszard Ziemba, [w:] Encyklopedia Rzeszowa pod red. Jana Drausa i in., RS Druk Rzeszów 2004, 2011, s. 788.
- Literacki Atlas Polski. wyd. I, Amistad, Kraków 2007, ISBN 978-83-7560-021-6
- Kanik.J. Sylwetki rzeszowian,cz.1 Resowiana 2009, s.165-166, ISBN 879-83-924730-2-2.
- Paterak Marta, Prawem, lewem i półżartem Muzeum-Zamku w Łańcucie, Łańcut 2009, s.96, ISBN 978-83-86697-44-1.

### Ryszard Ziemba w wierszach poetów
- Zieliński Wiesław, Ile to zachodu, Ryszardowi Ziembie- artyście nadzwyczajnemu: w kontekście spojrzenia na pewien rodzaj p o e z j i [w:] Bogowie moich czterech ścian, Wydawnictwo ISKRY, Warszawa 1981, s., ISBN 83-207-0419-7
- Idem: Przemijanie. Zbiór wierszy, RAF Wydawnictwo Rzeszów, 1996, s., ISBN 83-901290-8-6

- Zdzisława Górska, Laurowy liść. Ryszardowi Ziembie [w:] Po rajskim jabłku Ziemi idę, NONPAREL, Krosno 2002, s. . IBSN

- Idem: Niewiele. Ryszardowi Ziembie [w:] Przesiewanie czasu, RAF, Rzeszów 1999, s., ISBN 83-907162-2-4

- Kulikowski Wiesław, Ryszard Ziemba, artysta, bibliofil, karmiący ptaki [w:] Rocznik Mielecki t.II, Samorządowe Centrum Kultury w Mielcu, Mielec 1999,s.230, ISSN 1507-1103

### Wywiady z Ryszardem Ziembą (w porządku chronologicznym)
- Woźniak. J. Nowiny Tygodnia wywołują ducha kolekcjonerstwa: Zbieractwo i … introligatorstwo, „Nowiny Tygodnia” dodatek społ.-kult. ‘Nowin Rzeszowskich”, 1958-02-08.1958, nr 5 (398)
- Zieliński. W. Spotkanie w „Chochliku”. Wywiad z artystą introligatorem Ryszardem Ziembą, „Nonparel”, marzec 1974, s.3.
- Bernat. A. Ryszard Ziemba o sobie i swoich książkach, „Nowe Książki” 1981-04-30, nr 8, s.56-58, okładka s. 4
- Świerczewska. K. Od Starego Testamentu do Światowej Deklaracji Praw Zwierzęcia. Z Ryszardem Ziębą (sic!) rozmawia Krystyna Świerczewska, „Widnokrąg” 1986-12-16, nr 25 (859), s. 1-2. Zob. też: Od Starego Testamentu… Listy, „Widnokrąg” 1986-12-30, nr 26 (860), s. 3-4. Zob. też: Świerczewska Krystyna, Granice kompetencji, „Widnokrąg” 1987-01-27 nr 3 (863), s.1, Zob. też:. Redakcja ’Widnokręgu’, Listy, „Widnokrag”1987-02-24, nr 7 (867).
- Stachiewicz. J. Książki. Rozmowa z Ryszardem Ziembą, „Nowiny” 1987-07-10, nr 159 (11853), s.6.
- Jackowski. P. Książkowe perły. Rozmowa Piotra Jackowskiego z Ryszardem Ziembą, „ Sztafeta” 1998-06-10, nr 23 (1644). ISSN 1232-3020.
- Kanik. J. [1] I co dalej?, „Echo Rzeszowa” grudzień 2001, nr 72, s.6, [2] idem, Sylwetki rzeszowian, Resoviana 2009, s. 165-166, ISBN879-83-924730-2-2.
- Trześniowska A. Arcydzieła sztuki introligatorskiej. Rozmowa z Ryszardem Ziembą z Rzeszowa, humanistą i mistrzem artystycznej oprawy książek, ”Głos Polski” 2004-06-1-7, nr 22, s.10-11, Toż samo: „Akcent Polski” 2004, nr 8, s.33-34. Toż samo: „Nasz Dziennik” 2004-06-19, nr 142 (1941).
- Tyśnicka. M. Rozmowa Marty Tyśnickiej z Ryszardem Ziembą, „Sztafeta” 2006-05-25, nr 21.

### Artykuły o twórczości R. Ziemby (w porządku chronologicznym)
- Zakrzewska Wanda, Śladami starych mistrzów: Pożyteczne hobby Ryszarda Ziemby, „Słowo Powszechne” 1959-11-16, nr 273 (4940).
- (w), Pożyteczne hobby, „Nowiny Rzeszowskie” 1961-09-01, nr 207 (3801).
- Błońska Cecylia, Niezwykłe hobby rzeszowskiego bibliofila, „Trybuna Ludu” 1963-09-24, nr 263 (5292).
- (kl), Wystawa, którą warto zobaczyć. „Nowiny Rzeszowskie” 1964-05-19, nr 117 (4635).
- Błońska Cecylia, Nobliwe hobby, „Kamena” 1964-06-15, nr 11 (297), s.6.
- Guziołek Maria C., Na tropach ludzi ciekawych: Zbieracze, „Widnokrąg” 1966-10-30, nr 43 (265), s.2.
- T(ans),Rewelacyjna wystawa opraw książkowych”, „Gazeta Krakowska” 1966-10-20, nr 249 (5806).
- Terlecki Olgierd, Oprawy książkowe Ryszarda Ziemby, „Życie Literackie” 1966-10-30, nr 44 (770), s.10.
- Guziołek Maria C., Kąsek dla bibliofilów, „Widnokrąg” 1967-05-21, nr 21 (294), s.2.
- Kozłowski Ignacy, Ein gediegener Buchbinder aus Polen, „Algemeiner für Buchbindereien” 1969-02-02, nr 2, Stuttgart.
- Zinowiec Mariusz, Pasje wielkie i małe: O książce najpiękniej, „Widnokręgi- magazyn międzynarodowy” kwiecień 1969, nr 4 (214), s. 102-103.
- (IJK), Książki jak pejzaże, „Kamena” 1969-07-06, nr 14 (421).
- Harasimiuk Stanisław, Mecenat pilnie poszukiwany, „Życie Literackie” 1969-08-24, nr 34 (917).
- (vy), Otec knih, „Večer” (Košice) 1969-10-23, nr 206, s. 1-3.
- Świerczewska Krystyna, Rozmowy o pracy: Sztuka i życie, „ Widnokrąg” 1970-02-28, nr 9 (439), s. 1-2.
- Błońska Cecylia, Piękne, czemuż unikalne?, „Trybuna Ludu” 1970-06-05.
- Dzieszyński Ryszard, Wystawa R. Ziemby, „Widnokrąg” 1971-02-27, nr 9 (491), s.5.
- Zakrzewska Wanda, Ryszard Ziemba i jego dzieło, „Słowo Powszechne” 1971-03-15, nr 62 (7556).
- Kamieńska Anna, Artysta książki, „Twórczość” 1971, nr 3, s.157-158.
- Zakrzewska Wanda, Piękna szata książki, „Zorza” 1971-05-16, nr 20 (744).
- Szubowa Krystyna, …w mech zielony oprawna…, „Trybuna Robotnicza” 1973-04-29, nr 100 (9885).
- Święch Zbigniew, Biografie niepospolite: Mistrz pięknej książki, „Przekrój” 1973-06-03, nr 1468.
- (KAES) Świerczewska Krystyna, Rozmowy o pracy: Nie- złota legenda, „Widnokrąg” 1973-06-30, nr 26 (613), s.2.
- Błońska Cecylia, Niezwykłe hobby rzeszowskiego bibliofila, „ Dziennik Polski” 1974-02-24/25.
- Migdał Konstanty, Sztuka cenniejsza niż złoto, „Dziennik Polski” 1974-02-24/25, s. 6.
- Szubert Józef, Wzruszające spotkanie z książką, „Nonparel” marzec 1974, s.3.
- Majewski Stanisław, Kto książki miłuje- mądrość miłuje, „Gromada- Rolnik Polski” 1974-04-04, nr 41 (3397).
- Kalinowski Marek, Niezwykłe skarby hobbysty-introligatora, „Świat Młodych” 1974-10-03, nr 80, s.1,5.
- Meloch Katarzyna, Artysta książki, „Argumenty” 1974-10-20, nr 42 (854).
- Warzocha Adam, W mech oprawić, koralem spiąć, „Sztandar Młodych 1975-01-06, nr 4 (7616).
- Warzocha Adam, Ja w sprawie Ziemby, „Nowiny Rzeszowskie” 1975-05-15, nr 110 (8308).
- Wójcik Zygmunt, Złote ręce Anonima, „Regiony” 1975, nr 2, s.108-114.
- Meloch Katarzyna, Alchemia książki, „Nasz Klub” lipiec-sierpień 1975,nr 7-8 (129-130), s.18-20.
- Zieliński Wiesław, Drugie szczęście Ryszarda Ziemby, „Nonparel” maj 1976, s.6-7.
- Adamski Antoni, Trudny przypadek Ryszarda Ziemby. „Polityka” 1977-03-19, nr 12 (1046).
- Domański Artur, Złote ręce Ryszarda Ziemby, „Sztandar Młodych” 1977-04-20, nr 93 (8402), s.6..
- Adamski Antoni, Wystawa przykra i piękna, „Nowiny” 1977-05-12, nr 106 (8892).
- (ludź), Gdzie kończy się rzemiosło a zaczyna sztuka, „Dziennik Polski” 1977-05-28/29, nr 120 (10293).
- Droga-Kupczyńska Teresa, Sztuka, pasja- nie profesja, „Na przełaj” 1977-06-05, nr 23 (1054), s.18-19.
- Wilczkiewicz M., W mech zielony oprawna, Echo Załogi” (Debica) 1977-12-10, nr 23 (260).
- Wójcik Zygmunt, Sztuka cenniejsza niż złoto, „Nasz Klub” 1978, nr 12 (170), s. 4-7.
- Kwiatkowski Damazy, Introligator-artysta, ”Gazeta Współczesna” 1979-06-27, nr 142 (8826), s. 4-5.
- Zarębski Marek, W poszukiwaniu muzealnej Sali, „Świat Młodych” 1979-08-30, nr 103, s.5,7.
- Kwiatkowski D., Prywatne muzeum. Tabliczki, Stożki, Papirusy, „Gazeta Południowa” 1979-12-14/16,nr 281.
- Dziewitt Urszula, Tajemniczy świat książki, „Prometej” styczeń 1980, s.32.
- Bernat Andrzej, Ryszard Ziemba o sobie i swoich książkach, ”Nowe Książki” 1981-04-30, nr 8, s. 56-58 + okładki.
- Adamski Antoni, U Ziemby po staremu, „Prometej” maj 1981, s.18.
- Stolarska Barbara, Sobie a muzom tylko?, „Trybuna Mazowiecka” 1981-09-15,nr 182 (8724), s.4.
- Święch Zbigniew, Biografia niepospolita czyli kto i co Kraków powinien „zaimportować” z Rzeszowa, „Echo Krakowa” 1982-03-12/14, nr 1 (11077), s.1, 4-5.
- Święch Zbigniew, Śladem naszych publikacji : Biografia niepospolita czyli jeszcze raz o Ryszardzie Ziembie, „Echo Krakowa” 1982-04-26, nr 31 (11107), s. 4.
- Wójcik Zygmunt, Złote ręce Anonima, „ Nowa Wieś” 1982-08-08, nr 18, s.6-7.
- Stachurska Bogda, Możemy mieć we Wrocławiu piękne muzeum książki, „Wieczór Wrocławia” 1982-11-04, nr 190 (4530), s.1,3.
- Stachurska Bogda, Upiększyć współczesną produkcyjną szarość, „ Wieczór Wrocławia” 1982-11-10, nr 194.
- Stachurska Bogda, Ziemba byłby dla nas ratunkiem…, „Wieczór Wrocławia” 1982-11-19, nr 201.
- Świech Zbigniew, Ex libris Ryszarda Ziemby, „Mój Dom” listopad-grudzień 1982, nr 4 (9), s.24-27.
- Rutowska Grażyna, Sylwetki. Oprawy artystyczne, „Dziennik Ludowy” 1983-12-17/18, nr 51.
- Boratyńska Magdalena, Księga w mech zielony oprawna…, „ Zielony Sztandar” 1984-07-01, nr 53, s.1,4.
- Woś Justyna, Introligator, „ Tu i Teraz” 1984-10-10, nr 41 (124), s.3-4-5.
- Dąbrowicz Barbara, Żyją i działają tacy artyści!, „Panorama Polska” listopad 1984, nr 11 (340), s.20-21.
- Cabaj Bogdan, Czarodziej książki, „Tygodnik Zamojski” 1984-06-01, nr 22 (227), s.8-9.
- Dąbrowska Danuta, Forma istnienia. „Razem” 1985-04-07, nr 14 ( 430), s.20-21. ISSN 0137-8333.
- Barełkowska Jolanta, Skarby Ziemby z krótką wizytą w stolicy. Tego nie ma żadne muzeum na świecie, „Kurier Polski” 1985-02-07, nr 27, s.8.
- Piotrowski Maciej, …W mech leśny oprawna…, „Odrodzenie” 1985-10-27, nr 43 (106), s. 13.
- Święch Zbigniew, Książki- moja miłość, „Gazeta Krakowska” 1986-12-20/21, nr 297 (11788), s.3.
- (Red.), Introligatorski świat baśni, „Zrób sam” listopad- grudzień 1987, nr 6 (45), s.32-33.
- Brodnicki Wojciech, Książka mieć musi opiekuńczego ducha, „Kurier Polski” 1987-12-02, nr 235 (8737), s. 4.
- (Red.) Niezwykłe praksięgi, „Zrób Sam” styczeń-luty 1988,nr 1 (46), s.47-49.
- (Red.), Introligatorskie klejnoty, Zrób Sam” marzec-kwiecień 1988, nr 2 (47),s.47-49.
- Cyganik Henryk, Skrobot Jerzy, Trwanie,. ( z cyklu: Polacy z końca XX wieku). „Gazeta Krakowska” 1988-04-08, nr 82 (12181), s.3-4.
- Święch Zbigniew, Daleko od Berkeley. Artysta książki- artyście słowa, ”Kultura i Życie” : dodatek „Życia Warszawy” 1988-04-29, nr 7, s.3..
- (Red.), Nowoczesne oprawy artystyczne, „Zrób sam” maj-czerwiec 1988, nr 3 ( 48), s.47-49.
- Świerczewska Krystyna, Miłoszem zniewolony, „Nowiny” 1989-02-11/12, nr 36 (12338), s. 1, 3.
- Śliwa Zuzanna, Mistrz z Rzeszowa, „Świat książki” 1989-02-22, nr 4 (11), s.20-21.
- (Red.), Praprzybory pisarskie, „Zrób sam” marzec-kwiecień 1989, nr 2 (53), s.31-32.
- Śliwa Zuzanna, Świat jeszcze nie widział, „Jaskółka”(Magazyn Festiwalowy) lipiec 1989, s.16-17.
- Ded Vabedva, Oprawianie książek, „Zrób Sam” czerwiec 1990, okładka + s.38. ISSN 0208-4570.
- Wawszczak Zbigniew, Artysta książki, „AZ-Dziennik Obywatelski” 1990-10-11, nr 132, s.4-5.
- Adamski Antoni, Kształty „nieobjętej ziemi”, „Nowiny” 1990-11-16/18, nr 237 (12837), s.5.
- (Red.), Przykład wyższej szkoły klajstrowania, „Zrób to sam” lipiec 1991, nr 1, s.16.
- Ded Vabedva, Wyklejki, „Zrób to sam” wrzesień 1991,nr 4 s. 24-25.
- Ded Vabedva, Barwienie papieru. Barwny rosół, „Zrób to sam” październik 1991, nr 5, s. 16-17.
- Ded Vabedva, Tajemne techniki, „Zrób to sam” listopad 1991,nr 6, s.36-37.
- Ded Vabedva, Pucle na okładce, „Zrób to sam” grudzień 1991, nr 7, s.32-33.
- Ded Vabedva, Haft introligatorski, ”Zrób to sam” luty 1992, nr 2, s.19.
- Adamski Antoni, Stypendium dla Ryszarda Ziemby”, „Nowiny” 1992-06-03, nr 108 (13223).
- Adamski Antoni, Czesław Miłosz w Rzeszowie, „Nowiny” 1992-10-26, nr 210 (13324), s.1-2.
- Stolarska Barbara, Niezwykła pasja, „Młody Technik” 1993, nr 3 (529), s. 19-22. ISSN 0462-9760.
- Targosz K., Wyzykowski Ł., Droższe od złota, „Panorama miast”1993-07-25, nr 30 (2032), s.29..
- Adamski Antoni, Czesław Miłosz u Ryszarda Ziemby, „Nowiny.Magazyn” 1993-10-15/17, nr 202 (13571), s.5.
- Barylanka Jolanta, Artystyczny „oprawca”, „Dziennik Polski i Dziennik Żołnierza”( The Polish Daily &Soldiers Daily) Londyn 1993-12-29, nr 309, s.6-7.
- Adamski Antoni, Ryszard Ziemba i Rzeszów, „Gazeta Codzienna Nowiny” 1995-02-22, nr 38 (13913), s. 15. ISSN 01379534.
- Gajewski Edmund, Only in Rzeszów, „Welcome to” march 1995, nr 1 (1).
- (bg), Najcenniejsze oprawy świata, ”Teraz relaks” październik 1996, nr 4, s. 3.
- Tymczak Piotr, Wielki oprawca, „Super Nowości” 1997-06-13/19, nr 14, s.22-23.
- Żurad Magdalena, Oprawa tkwi we mnie. Wizyta u Ryszarda Ziemby, polonisty zajmującego się oprawą artystyczną, „Gazeta Wyborcza- Gazeta w Rzeszowie” 1997-08-30, nr 204 (1496), s.3. ISSN 1232-1494.
- Pękala Marek, Piękno ocalone. „Nowiny” 1997-11-14/16, s. 12-13.
- Koryl Janusz, W szkole czytelniczego wzruszenia, „Krajobrazy” grudzień 1997, s.33-34.
- MŻ, Ludzie – Ryszard Ziemba, „Gazeta Wyborcza- Gazeta w Rzeszowie” 1998-02-09, s.2.
- Janusz Zbigniew, Księgi starsze niż świat, „Sztafeta” 1998-07-23, nr 29, s. 9.
- K.S., Czwartkowe Podwieczorki z Majdaniarzami…po piatym, przed szóstym, „Kufer” 1998, nr 8 (20), s. 5.
- Rakuś Anna, Znani rzeszowianie: Umiłował książki, „Głos Rzeszowa” maj 1999, nr 5 (81), s.26-27. ISSN 1231-8981.
- Głąb Aneta, Sztuka cenniejsza niż złoto, „Super Nowości” 2000-02-19, nr 42 (794), s. 10-11.
- Kensy Elzbieta, Poeta książki, „Podkarpacie” 2000-08-13, nr 32 (345), s.7.
- Majorek Barbara, Złote ręce, „Kobieta i styl” wrzesień 2000, nr 9 (108), s.42-43.
- Szczepański Stanisław, Ryszard Ziemba- artysta książki, „ Panorama Polskich Miast” styczeń 2001, nr 1 (68), s.5.
- MŻ, Ryszard Ziemba, „Gazeta Wyborcza- Gazeta w Rzeszowie” 2001-01-08, nr 6 (2515), s.2.
- Kyc Aleksander, Człowiek, który z kruków czyni klejnoty, „Głos Rzeszowa” grudzień 2001- styczeń 2002, nr 12-1 (12-113), s. 14-15.ISSN 1231-8981.
- Białorucki Rafał, Spotkanie przyjaciół biblioteki, „Wiadomości Boguchwalskie” czerwiec 2002, nr 3 ( 18), s. 9-10.
- Winiarski Edward, Ryszard Ziemba – artysta książki z Rzeszowa, „Nadwisłocze” kwiecień-czerwiec 2004, nr 2 (3), s. 62.
- Adamski Antoni, Miłosz w Rzeszowie. Ryszard Ziemba: Po raz ostatni zadzwonił do mnie rok temu, „Nowiny” 2004-08-17, nr 160 ( 16310), s. 8.
- Adamski Antoni, Pokażcie nam książki Miłosza, „Nowiny” 2004-08-18, nr 161 ( 16311), s.3.
- Kubicki Jan, Niecodzienne spotkanie z młodzieżą w szkole w Soninie, „Echo Ziemi Łańcuckiej” 2004-05-01, nr 4 ( 24). ISSN 1644-2393.
- Surmacz Lucyna, Malicka Maria, Spotkanie z książką i niezwykłym człowiekiem w Szkole Podstawowej w Soninie, „ Głos Gminy Łańcut” 2004, nr 3 (23).
- Koryl Janusz, Oprawić świat, „Dzień Rzeszowa” 2004-10-1/3, nr 20 (20), s.8.
- Adamski Antoni, Sztuczne kwiatki czy arcydzieła, „Nowiny” 2006-02-10/12, s.10-11.
- Drelich Anna, Klejnoty w bibliotece, „Sztafeta” 2006-05-25, nr 21 (2053), s.11. ISSN 1232-3020.
- Nowakowski Józef, Pan Ryszard, „Nad Wisłokiem” luty 2007, nr 2 (63), s.6-8. ISSN1505-2702.
- Czapka Benedykt, Poeta książki, „Biuletyn Sędziszowski” 2008-02-12, nr 1-2 ( 130/131), s.12-14. ISSN 1234-2599.
- Pazdan-Skórska Edyta, Spotkanie z Panem Ryszardem Ziembą, WIMBP -biuletyn 2008, s.1-9.
- Mach Magdalena, Nie straćmy tej kolekcji, „Gazeta Wyborcza- Gazeta w Rzeszowie” 2009-07-14, s.1.
- Mach Magdalena, Z miłości do książek stał się ‘oprawcą”, „Gazeta Wyborcza- Rzeszów” 2009-07-18/19, s.4.
- Mach Magdalena, Miasto nie wyda publicznej kasy na książki, ”Gazeta Wyborcza- Rzeszów” 2009-07-21, s.2.
- Kwiatkowski Jaromir, Dla tych niezwykłych książek warto stworzyć muzeum, „Nowiny” 2011-02-4/6, s.18-19.
- Mach Magdalena, Ziemba w Internecie, „Gazeta Wyborcza Rzeszów” 2011-10-05, s.1, ISSN 1426-0190.
- Grzelska Krystyna, Oprawiałem cuda świata, „ Życie na gorąco” 2011-11-03, s.54-55.
- Wolski Jan, Księgolubstwo, Introligatorstwo Artystyczne i Miłosz czyli żywy pomnik kultury – Ryszard Ziemba, „Gazeta Uniwersytecka” listopad-grudzień 2011, nr 5 (70), s. 30-31. ISSN 1642-6797.
- Adamski Antoni, Artysta książki. Bezcenna kolekcja, „VIP B&S” wrzesień-październik 2012,nr 5 (25), s. 80-83. ISSN1899-6477.
- Mach Magdalena, Zasłużony? To za mało, „Gazeta Wyborcza- gazeta w Rzeszowie” 2012-10-24, nr 249, s.24.
- MAM, Zasłużony Ziemba. Ale dlaczego po cichu?, „Gazeta Wyborcza-Gazeta w Rzeszowie” 2013-01-21.
- Gieroń Aneta, Ryszard Ziemba zasłużonym dla Rzeszowa, „VIP B&S” styczeń-luty 2013, nr 7, s.44-45.
- Zatorski Ryszard, Pierwszy w historii miasta, Ryszard Ziemba, artysta, erudyta, bibliofil, „Nasz Dom Rzeszów” miesięcznik społ.-kult. Luty 2013, nr 2 (88), s.2-3. ISSN 1895-2046.
- Plezia Wiesław, Świat książki według Ryszarda Ziemby, „Nad Wisłokiem” sierpień 2013, nr 8 (140), s.25. ISSN 1505-2702.
- Mach Magdalena, Odszedł Ryszard Ziemba, „Gazeta Wyborcza- gazeta w Rzeszowie” 2014-01-10, s.3.
- ps, Odszedł Ryszard Ziemba, artysta książki, „Super Nowości” 2014-01-10/12, nr 6 (4336).
- Bosak Alina, Dzieła Ryszarda Ziemby mogą już nie wrócić, „Nowiny” 2014-01-17/19, nr 11 (18691), s.10.